# 4-Methylaminorex
Le 4-Methylaminorex (4-MAR, 4-MAX) est un psychotrope stimulant appartenant à la famille des 2-amino-5-aryloxazolines. Il a été synthétisé pour la première fois en 1960 par McNeil Laboratories (en). Dans la rue, la substance est également connue sous le nom de U4Euh (Euphoria) et Ice. Elle est interdite dans de nombreux pays en raison de son caractère stimulant.
Ses effets sont comparables à ceux de la méthamphétamine, avec une durée plus longue.